# Bomolocha chaka
Bomolocha chaka là một loài bướm đêm trong họ Noctuidae.